# ناحیه کرویت، میشیگان
ناحیه کرویت (به انگلیسی: Corwith Township) یک منطقهٔ مسکونی در ایالات متحده آمریکا است که در شهرستان آتسگو، میشیگان واقع شده‌است.
 ناحیه کرویت ۲۷۹٫۹ کیلومتر مربع مساحت و ۱٬۷۱۹ نفر جمعیت دارد و ۲۷۳ متر بالاتر از سطح دریا واقع شده‌است.